# Gunnera tinctoria
Gunnera tinctoria là một loài thực vật có hoa trong họ Dương nhị tiên. Loài này được (Molina) Mirb. mô tả khoa học đầu tiên năm 1805.

## Hình ảnh

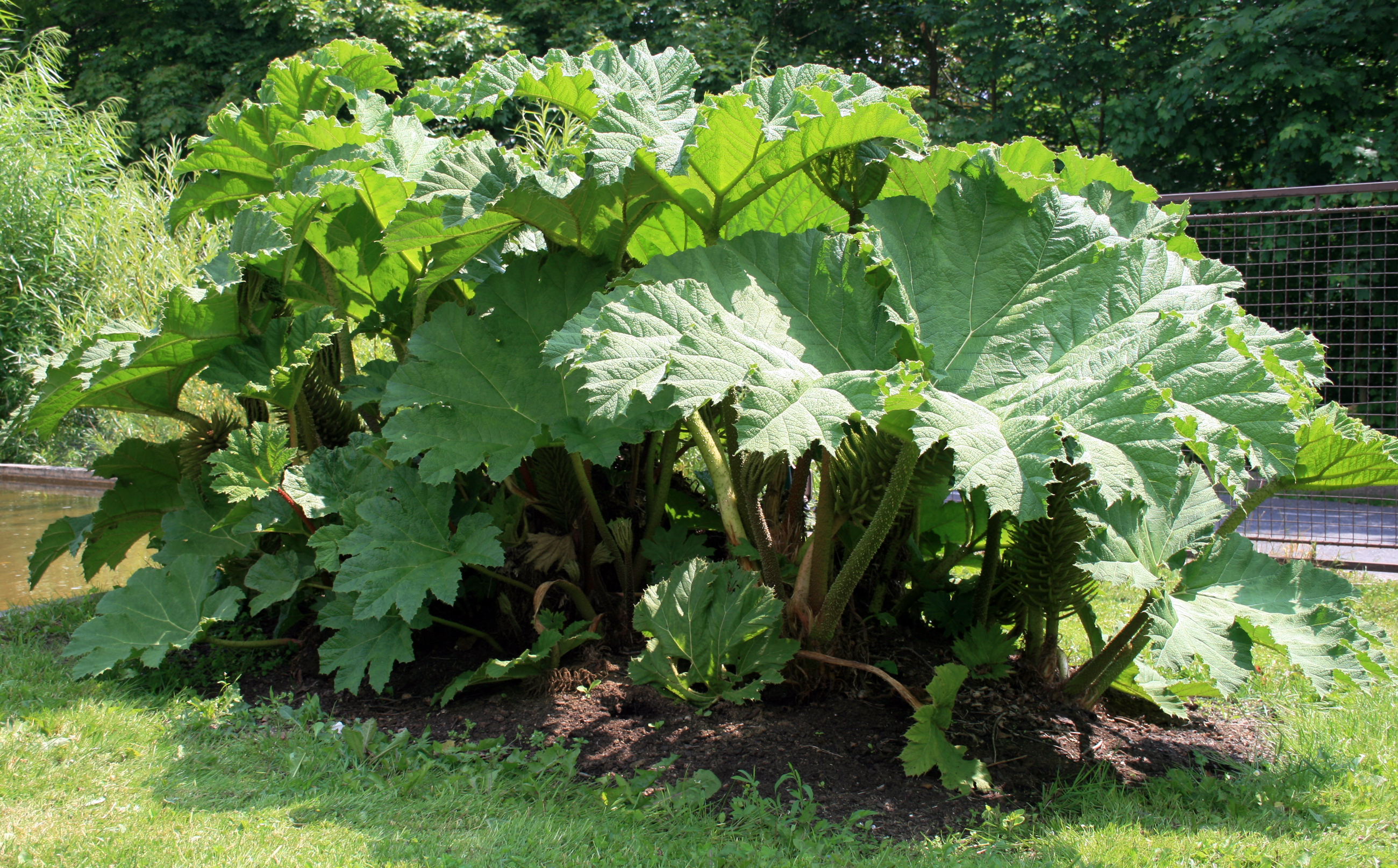
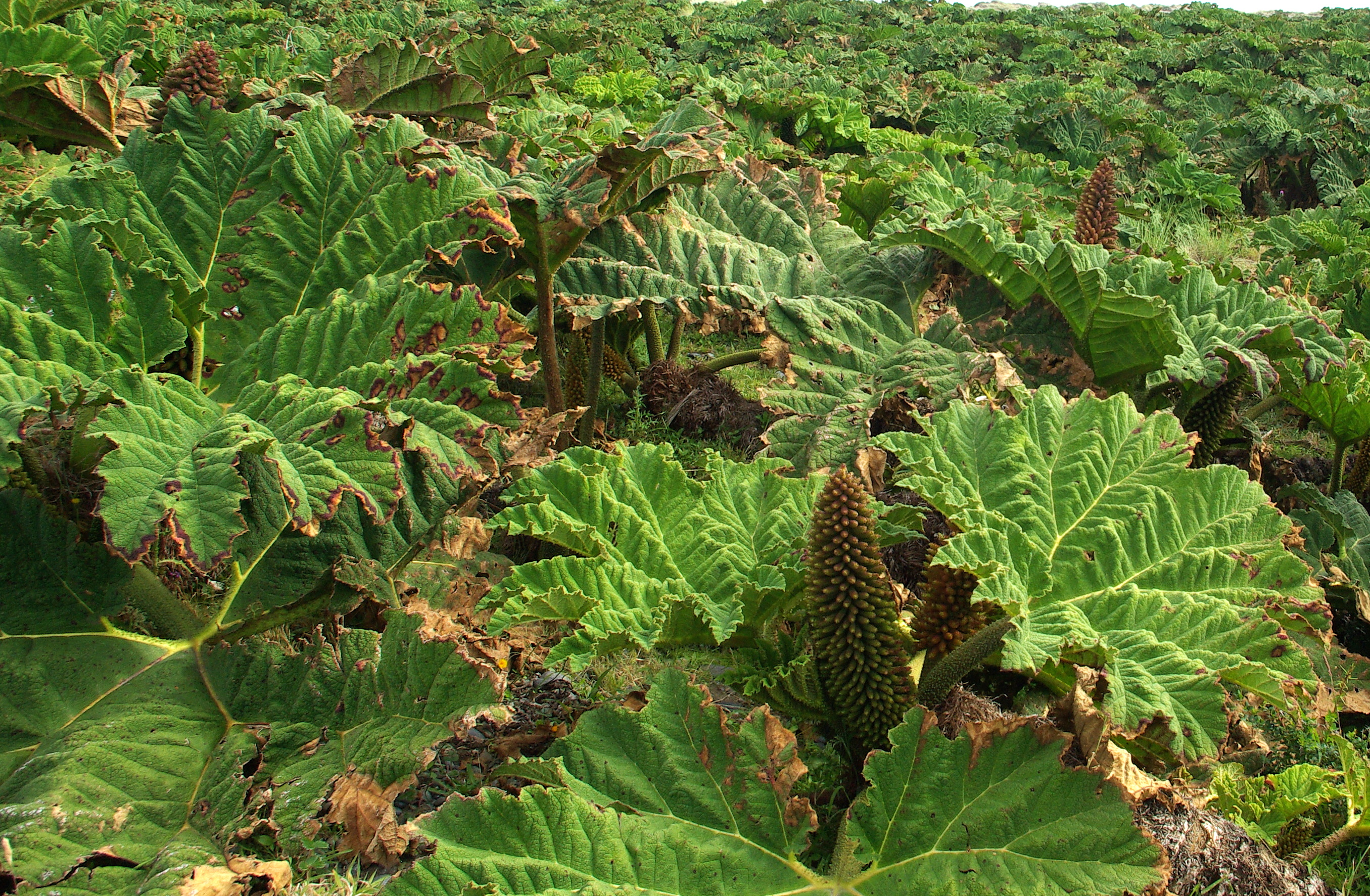
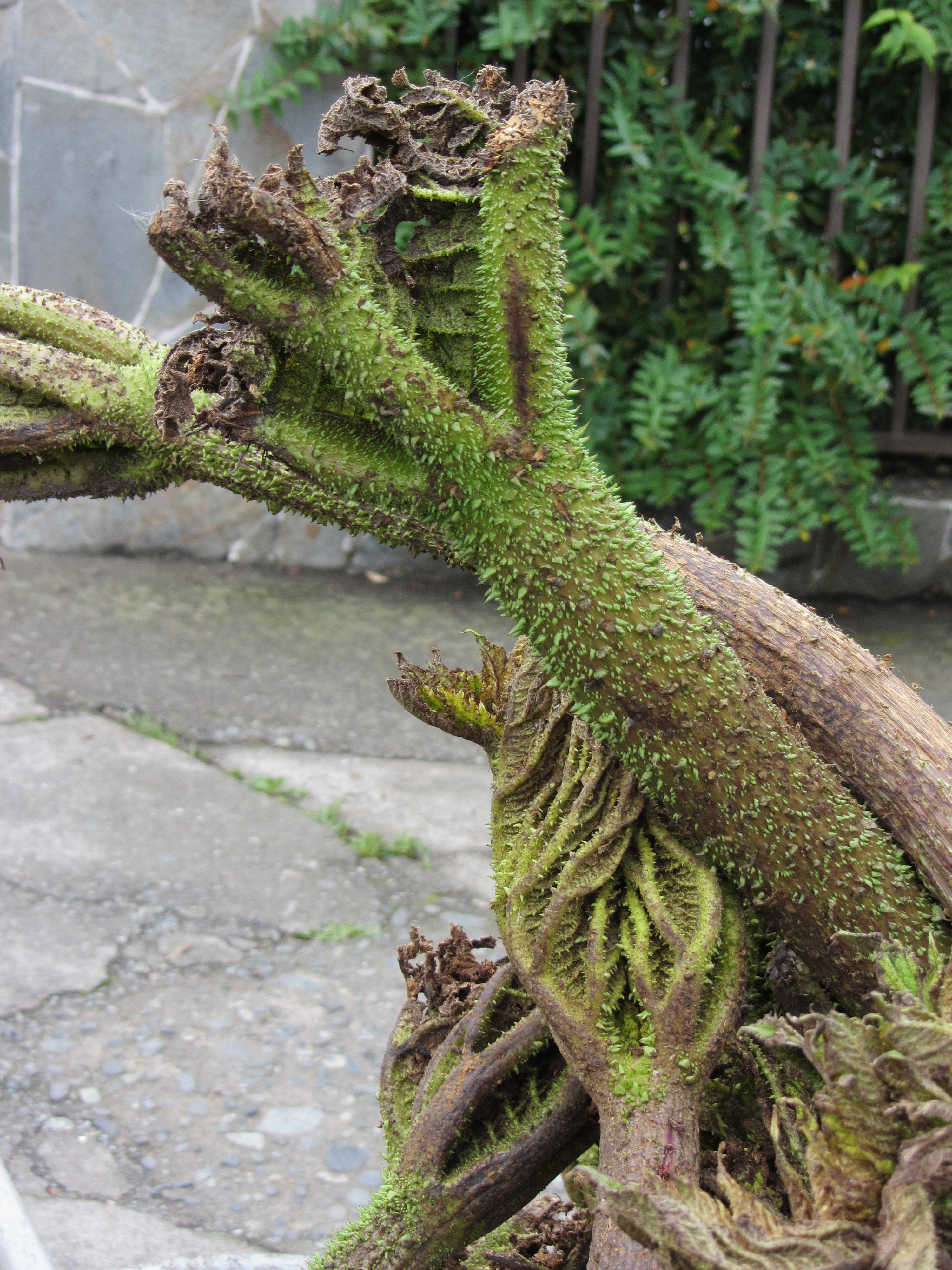
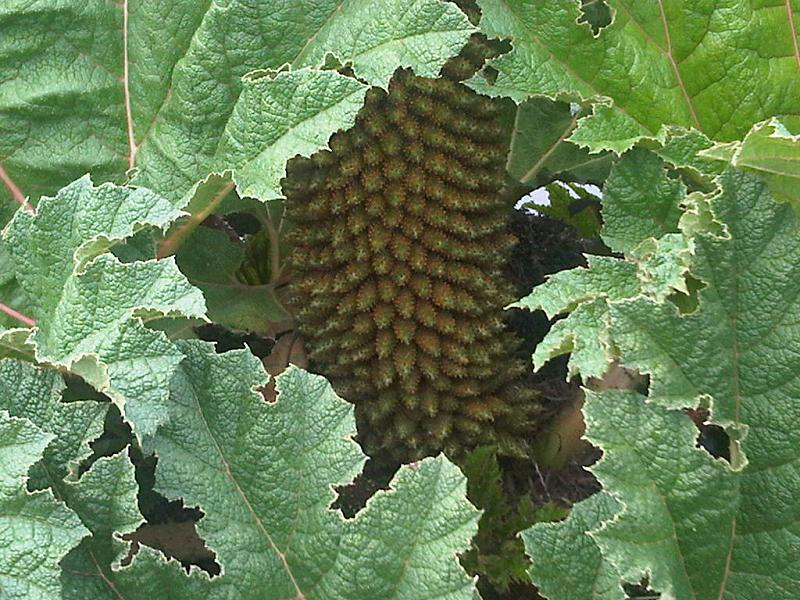
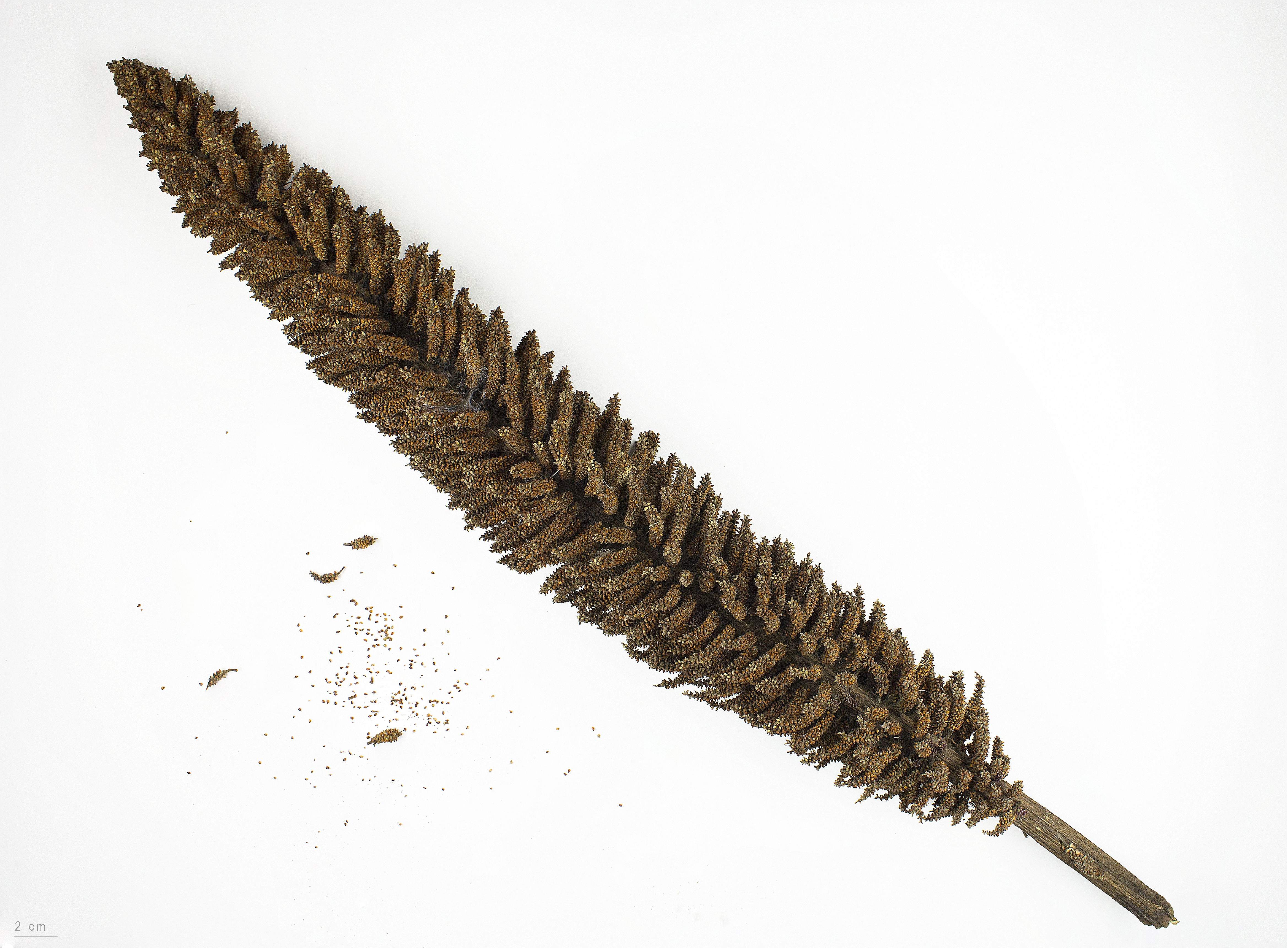
Gunnera tinctoria - Museum specimen